# パルメ委員会
パルメ委員会（パルメいいんかい、英語: Palme Commission）、または軍縮と安全保障問題に関する独立委員会（ぐんしゅくとあんぜんほしょうもんだいにかんするどくりついいんかい、英: Independent Commission on Disarmament and Security Issues）は、1980年9月に元スウェーデン首相オロフ・パルメの提唱で組織された委員会。1982年6月、『共通の安全保障－核軍縮への道標』という報告書を提出した。

## 出版物
- Independent Commission on Disarmament and Security Issues (1982年6月11日) (英語). Common Security - A  Programme for Disarmament. Macmillan. ISBN 978-0330268462
- パルメ委員会 著、森治樹 訳『共通の安全保障―核軍縮への道標』日本放送出版協会、1982年10月。ISBN 978-4140082935。